# Guillaume de Lornay
Guillaume de Lornay, mort le 31 octobre 1408, est un prélat savoyard, archidiacre de Carpentras, évêque de Genève de la fin du XIVe siècle au début du XVe siècle, sous le nom de Guillaume III.

## Biographie

### Origines
Guillaume de Lornay est issu d'une famille noble, rameau de la famille de Menthon, originaire de l'Albanais. Il est le fils de Jean II de Lornay, seigneur de Bonatrait, et d'Agnès de Ternier,,.
Son père teste en 1402 lui léguant l'ensemble de ses biens. Il est ainsi mentionné, en 1300, comme en possession du château de Lornay.

### Carrière ecclésiastique
Guillaume de Lornay est sous-diacre. Il devient chanoine de Genève, de Langres et d'Autun. Familier de l'antipape Clément VII, originaire du même diocèse et également comte de Genève, il est appelé comme d'autres compatriotes à occuper certains fonction dans la Curie, avec à la clef l'obtention de charges,.
Il est fait également archidiacre de Carpentras et chapelain et camérier de Clément VII,,.
Il est nommé désigner pour monter sur le trône de Genève, le 12 octobre 1388,,. Il quitte d'ailleurs, chose, rare pour la période, la Curie et vient s'installer à Genève. Contrairement à ses prédécesseurs, il y réside couramment,.

### Épiscopat
En 1389, il fait rédiger des statuts synodaux, renouvelées en 1394, qui appellent à un retour de la discipline dans le diocèse.
En 1391, le comte de Savoie, Amédée VII, reconnaît les droits de souveraineté de l'évêque sur la ville de Genève. Au mois de novembre le comte meurt et son corps est transporté de Ripaille pour être inhumé à Hautecombe. L'évêque de Lornay reçoit le corps à Genève et l'accompagne jusqu'à la nécropole savoyardes.
Lors de la mort du pape et comte de Genève (1394), son neveu, Humbert de Villars, est désigné pour lui succéder à la tête du comté, cependant ce dernier ne prête pas hommage à l'évêque.
Il fait restaurer, en 1407, de la cathédrale dégradée par un incendie. Il fait reconstruire le pont d'Etrembières, passage stratégique pour la cité, en amont d'Annemasse,. Il renforce également l'enceinte de la ville de Genève.
Guillaume de Lornay meurt le 31 octobre 1408,.

## Sceau
« GUILLERMI . DE . LORNA y . DEI . GRACIA . EPISCOPI . GEBENENSIS. »
Il s'agit de la mention du grand sceau utilisé entre 1390 et 1407.
Selon l'Armorial genevois (1849), les armes du prélat auraient été un lion empêché d'une face. Foras corrige en indiquant qu'il s'agit plus justement d'une bande.